# Šešemetka

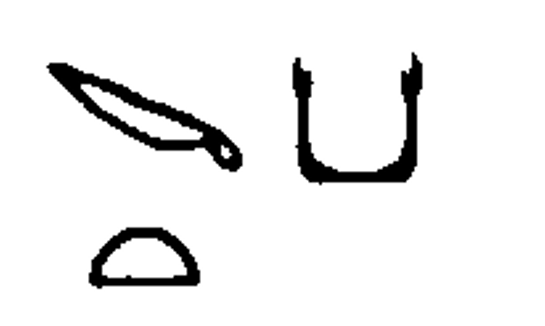
Šešemetčino jméno

Šešemetka byla egyptská královna v období 1. dynastie (cca 3250 př. n. l.  - 2830 př. n. l.), prvního období, kdy Egyptu vládli panovníci, do té doby jsou ve starých textech uváděni jako vládci říše na Nilu bohové. 

## Jméno
Šešemetka znamená Ta, která přivádí Ka

## Životní data

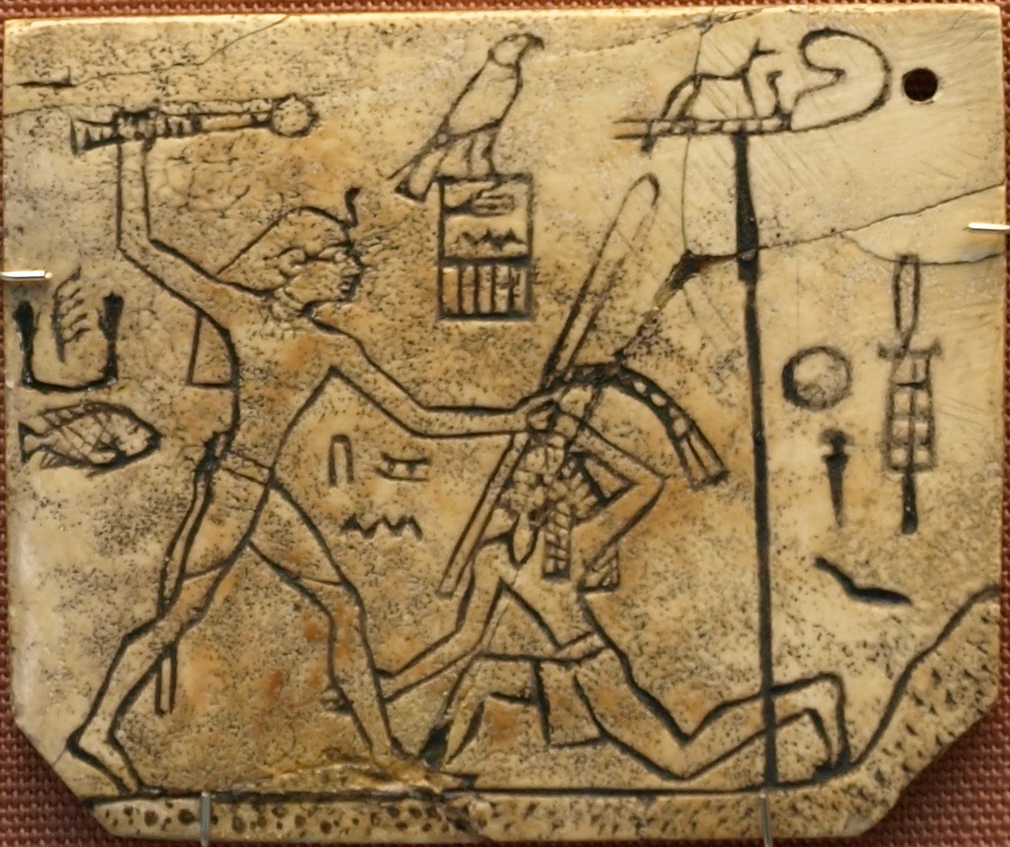
Faraon Den

Je známá z pohřební stély v Umm El Qa'ab, která je nyní umístěná v Louvru. Není známé, kdy a kde se Šešemetka narodila, ani přesně kdy a jak zemřela. Na základě informací, které jsou známé o jejím manželovi, faraonu Denovi, je ale možné alespoň přibližně datovat, kdy tato žena žila, faraon Den totiž prokazatelně zemřel po roce 2892 př. n. l., tedy i doba narození Serethor se dá odhadovat do poslední třetiny 30. století př. n. l. a úmrtí do první poloviny 29. století př. n. l. Její ostatky nebyly nalezeny, předpokládá se, že byly uloženy pohřebním komplexu faraona Dena. 

## Manželství
Její královské tituly byly Ta velká (Weret-hetes,), Ona, která vidí Hora (Remen-Hor(u)) a Ona, která nese Setha (Renmet -Setesh). Není ale jasné, zda byla hlavní, nebo vedlejší královskou manželkou, kromě ní byl faraon Den totiž ženatý také se Semat a Serethor. 
Faraonovi porodila nejméně jedno dítě, a sice syna Adžiba.